# Serie storica
In statistica descrittiva, una serie storica (o temporale) si definisce come un insieme di osservazioni ordinate rispetto al tempo, ed esprime la dinamica di un certo fenomeno nel tempo. Le serie storiche vengono studiate sia per interpretare un fenomeno, individuando componenti di trend, di ciclicità, di stagionalità e/o di accidentalità, sia per prevedere il suo andamento futuro.

## Descrizione

### Definizione

Esempio di serie storica: PIL trimestrale italiano dal 1981 al secondo trimestre 2008 (dati grezzi a valori concatenati; anno di riferimento: 2000)

In generale, per serie si intende la classificazione di diverse osservazioni di un fenomeno rispetto ad un carattere qualitativo. Se tale carattere è il tempo, la serie viene detta storica o temporale.
Il fenomeno osservato, detto variabile, può essere osservato in dati istanti di tempo (variabile di stato: numero dei dipendenti di un'azienda, quotazione di chiusura di un titolo negoziato in borsa, livello di un tasso di interesse ecc.) o alla fine di periodi di lunghezza definita (variabili di flusso: vendite annuali di un'azienda, PIL trimestrale ecc.).
Indicando con {\displaystyle Y} il fenomeno, si indica con {\displaystyle Y_{t}} un'osservazione al tempo {\displaystyle t}, con {\displaystyle t} un intero che varia da {\displaystyle 1} a {\displaystyle T}, dove {\displaystyle T} è il numero complessivo degli intervalli o dei periodi temporali considerati. Una serie storica è così espressa {\displaystyle Y_{t}=\{Y_{1},Y_{2},Y_{3},\dots ,Y_{T}\}} e, in tal caso, ha lunghezza {\displaystyle T}.
Ad esempio, se si intende rilevare il PIL trimestrale in milioni di euro a valori concatenati (anno di riferimento: 2000; dati grezzi) dal primo trimestre 1981 al secondo trimestre 2008, si hanno {\displaystyle T=110} osservazioni, tra cui:
- {\displaystyle Y_{1}}: PIL alla fine del primo trimestre 1981 (193.505);
- {\displaystyle Y_{12}}: PIL alla fine del quarto trimestre 1983 (215.584);
- {\displaystyle Y_{55}}: PIL alla fine del terzo trimestre 1994 (263.660).

### Ipotesi di base
Contrariamente a quanto avviene nella statistica classica, dove si suppone che {\displaystyle n} osservazioni indipendenti provengano da un'unica variabile aleatoria, nelle serie storiche si suppone che esistano {\displaystyle n} osservazioni provenienti da altrettante variabili aleatorie dipendenti. L'inferenza sulla serie storica si configura quindi come un procedimento che tenta di riportare la serie storica al suo processo generatore.

## Analisi
Le serie storiche possono essere di tipo:
- deterministico: se i valori della variabile possono essere esattamente determinati sulla base dei valori precedenti;
- stocastico: se i valori della variabili possono essere determinati sulla base dei valori precedenti solo in misura parziale. La maggioranza delle serie storiche è di tipo stocastico e si rivela quindi impossibile elaborare previsioni prive di errore.

L'approccio classico all'analisi delle serie storiche assume un modello del tipo:
{\displaystyle Y_{t}=f(t)+u_{t},}
nel quale il valore del fenomeno al tempo {\displaystyle t} risulta dalla composizione di una sequenza deterministica, {\displaystyle f(t)}, detta parte sistematica, e di una successione di variabili aleatorie, detta parte stocastica.
L'approccio moderno, invece, ipotizza che la parte sistematica manchi (o sia stata eliminata dai dati) e si focalizza sulla parte stocastica.

### Momenti fondamentali
I momenti di una serie storica sono:
- media: {\displaystyle \mu _{t}=\mathbb {E} [Y_{t}]};
- varianza: {\displaystyle \sigma _{t}^{2}=\mathbb {E} [(Y_{t}-\mu _{t})^{2}]};
- autocovarianza: {\displaystyle \gamma _{t,s}=\mathbb {E} [(Y_{t}-\mu _{t})(Y_{s}-\mu _{s})]}.

### Componenti
- Componente tendenziale o trend, mostra un andamento crescente, o decrescente o costante con fluttuazione più o meno regolari. I metodi più utilizzati per determinare il trend sono il metodo dei minimi quadrati e il metodo delle medie mobili.

- Componente ciclica impronta all'evento delle fluttuazioni periodiche o non periodiche attorno alla curva del trend, in momenti di quattro fasi definiti nel ciclo economico (componenti congiunturali) con durata pluriennale:

1. prosperità: aumento maggiore dell'aumento dell'anno precedente;
2. recessione: aumento minore dell'aumento dell'anno precedente;
3. crisi: aumento negativo maggiore dell'anno precedente;
4. ripresa: aumento negativo minore dell'anno precedente.

- Componente stagionale che determina variazioni che avvengono negli stessi mesi in anni successivi. Questi movimenti vengono analizzati con il metodo della serie ideale di 12 mesi e il metodo della media mobile di 12 mesi.

- Componente casuale o accidentale, piccole oscillazioni dovute ad eventi casuali (scioperi, elezioni, fatti importanti).

- Componente occasionale, raro, dovuto a eventi bellici, importanti innovazioni tecnologiche, crisi politiche etc. Se tale movimento si smorza rapidamente e non produce variazioni al trend, quel dato statistico viene escluso e sostituito da un dato "fittizio" ottenuto tramite interpolazione. Se invece il trend rimane cambiato, si spezzano la serie in due parti e si analizzano separatamente le due parti, dette periodi osservazionali.

## Esempi di applicazione
- in economia,
- in climatologia.